# Elecciones municipales de Lima de 1963
Las elecciones municipales de Lima de 1963 se llevaron a cabo el 15 de diciembre de 1963 para elegir al alcalde y al Concejo Provincial de Lima para el periodo 1964-1966. La elección se celebró simultáneamente con elecciones municipales (provinciales y distritales) en todo el país. Por primera vez en la historia del Perú, las autoridades locales fueron elegidas por voto universal alfabeto y directo.
Los comicios se vieron marcados por la polarización política entre la oficialista Alianza Acción Popular–Democracia Cristiana (cuyo candidato fue el exministro de Justicia Luis Bedoya Reyes) y la opositora Coalición Partido Aprista Peruano–Unión Nacional Odriísta (cuya candidata fue la ex primera dama María Delgado de Odría), durante el primer gobierno de Fernando Belaúnde Terry.
Como resultado de esta elección, Luis Bedoya Reyes obtuvo el 51.25% de votos válidos y resultó electo como alcalde provincial de Lima. Asimismo, la oficialista Alianza obtuvo el control de la mayoría de distritos de la provincia de Lima (15 de 31 municipios sometidos a elección).

## Sistema electoral
La Municipalidad Provincial de Lima es el órgano administrativo y de gobierno de la provincia de Lima. Está compuesta por el alcalde y el Concejo Provincial.
La votación del alcalde y el concejo se realiza en base al sufragio universal alfabeto, que comprende a todos los ciudadanos nacionales mayores de veintiún años, empadronados y residentes en la provincia de Lima y en pleno goce de sus derechos políticos.
El Concejo Provincial de Lima está compuesto por 39 concejales elegidos por sufragio directo para un período de tres (3) años, en forma conjunta con la elección del alcalde (quien lo preside). La votación es por lista cerrada y bloqueada. Se asigna a cada lista los escaños según el método d'Hondt.

## Partidos y candidatos
A continuación se muestra una lista de los principales partidos y alianzas electorales que participaron en las elecciones:
| Candidatura | Candidatura | Partidos y alianzas | Candidatos | Candidatos             | Ideología                                           | Ref.  |
| ----------- | ----------- | --- | ---------- | ---------------------- | --------------------------------------------------- | ----- |
|             | AP–DC       | Lista - Alianza Acción Popular - Democracia Cristiana (AP–DC) – Acción Popular (AP) – Partido Demócrata Cristiano (DC)                          |            | Luis Bedoya Reyes      | Liberalismo Humanismo Democracia cristiana          | [ 4 ] |
|             | APRA–UNO    | Lista - Coalición Partido Aprista Peruano - Unión Nacional Odriísta (APRA–UNO) – Partido Aprista Peruano (APRA) – Unión Nacional Odriísta (UNO) |            | María Delgado de Odría | Aprismo Conservadurismo social Populismo de derecha | [ 4 ] |
|             | UPL         | Lista - Lista Independiente Unidad Popular de Liberación (UPL)                                                                                  |            | Ángel Castro Lavarello | Marxismo-leninismo Mariateguismo                    | [ 4 ] |

## Resultados

### Sumario general

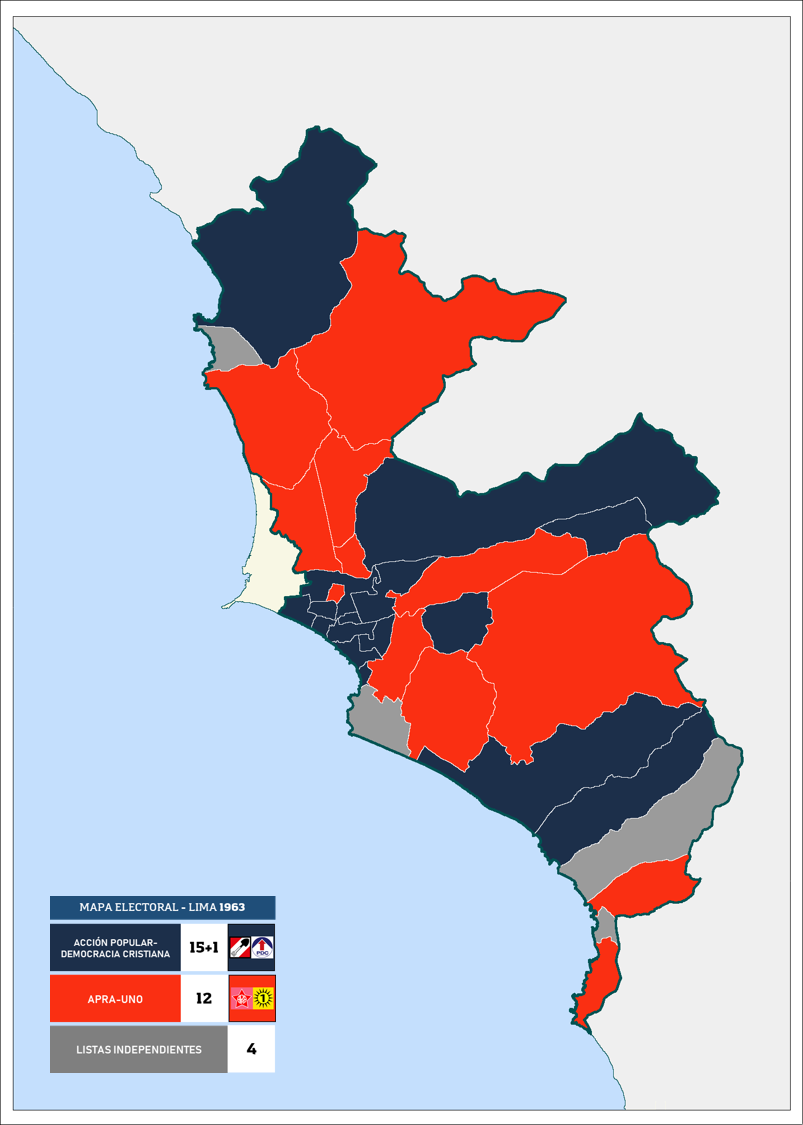
Elecciones municipales distritales de Lima de 1963.

|                        |                                                                        |              |              |              |            |            |
| Partidos y coaliciones | Partidos y coaliciones                                                 | Voto popular | Voto popular | Voto popular | Concejales | Concejales |
| Partidos y coaliciones | Partidos y coaliciones                                                 | Votos        | %            | +/−          | Total      | +/−        |
|                        | Alianza Acción Popular - Democracia Cristiana (AP–DC)                  | 287,941      | 51.25        | n/a          | 19         | n/a        |
|                        | Coalición Partido Aprista Peruano - Unión Nacional Odriísta (APRA–UNO) | 253,211      | 45.07        | n/a          | 17         | n/a        |
|                        | Lista Independiente Unidad Popular de Liberación (UPL)                 | 20,651       | 3.68         | n/a          | 1          | n/a        |
|                        |                                                                        |              |              |              |            |            |
| Total                  | Total                                                                  | 561,803      |              |              | 37         | n/a        |
|                        |                                                                        |              |              |              |            |            |
| Votos válidos          | Votos válidos                                                          | 561,803      | 89.87        | n/a          |            |            |
| Votos en blanco        | Votos en blanco                                                        | 26,869       | 4.30         | n/a          |            |            |
| Votos nulos            | Votos nulos                                                            | 36,471       | 5.83         | n/a          |            |            |
| Votos emitidos         | Votos emitidos                                                         | 625,143      | 90.24        | n/a          |            |            |
| Abstenciones           | Abstenciones                                                           | 67,581       | 9.76         | n/a          |            |            |
| Votantes registrados   | Votantes registrados                                                   | 692,724      |              |              |            |            |
|                        |                                                                        |              |              |              |            |            |
| Fuente:                |                                                                        |              |              |              |            |            |

### Concejo Provincial de Lima
| Cargo                        | Autoridad electa              | Partido político | Partido político             |
| ---------------------------- | ----------------------------- | ---------------- | ---------------------------- |
| Alcalde Provincial de Lima   | Luis Bedoya Reyes             |                  | Alianza AP-DC                |
| Concejal Provincial de Lima  | Ricardo Álvarez Calderón      |                  | Alianza AP-DC                |
| Concejala Provincial de Lima | María Rosario Aráoz Pinto     |                  | Alianza AP-DC                |
| Concejal Provincial de Lima  | José Luque Ramírez            |                  | Alianza AP–DC                |
| Concejal Provincial de Lima  | José Antonio Miró Quesada     |                  | Alianza AP-DC                |
| Concejal Provincial de Lima  | Benjamín Doig Lossio          |                  | Alianza AP-DC                |
| Concejala Provincial de Lima | Mercedes Tijero de Alayza     |                  | Alianza AP-DC                |
| Concejal Provincial de Lima  | Víctor Villacorta Cobos       |                  | Alianza AP-DC                |
| Concejal Provincial de Lima  | Roberto Vallejo Díaz          |                  | Alianza AP-DC                |
| Concejal Provincial de Lima  | Jorge Mercado Jarrín          |                  | Alianza AP-DC                |
| Concejal Provincial de Lima  | Julio Guzmán Gomero           |                  | Alianza AP-DC                |
| Concejala Provincial de Lima | Francisca Benavides de Peña   |                  | Alianza AP-DC                |
| Concejal Provincial de Lima  | Ricardo Bardales Alfaro       |                  | Alianza AP–DC                |
| Concejal Provincial de Lima  | Fernando Jiménez García       |                  | Alianza AP–DC                |
| Concejal Provincial de Lima  | Luis Rodríguez Mariátegui     |                  | Alianza AP-DC                |
| Concejal Provincial de Lima  | Alejandro Ostolaza del Carpio |                  | Alianza AP-DC                |
| Concejal Provincial de Lima  | Julio Gallese Cantuarias      |                  | Alianza AP-DC                |
| Concejal Provincial de Lima  | Fortunato Brown Pardo         |                  | Alianza AP-DC                |
| Concejal Provincial de Lima  | César Urteaga Sánchez         |                  | Alianza AP-DC                |
| Concejal Provincial de Lima  | Carlos Protzel del Castillo   |                  | Coalición APRA-UNO           |
| Concejal Provincial de Lima  | Alberto León Fontenoi         |                  | Coalición APRA-UNO           |
| Concejala Provincial de Lima | Rosa Orihuela de Freundt      |                  | Coalición APRA-UNO           |
| Concejal Provincial de Lima  | Pedro Morales Blondet         |                  | Coalición APRA-UNO           |
| Concejal Provincial de Lima  | Manuel Sánchez Palacios       |                  | Coalición APRA-UNO           |
| Concejala Provincial de Lima | María Morales de las Casas    |                  | Coalición APRA-UNO           |
| Concejal Provincial de Lima  | Óscar Ízaga Arbulú            |                  | Coalición APRA-UNO           |
| Concejal Provincial de Lima  | Guillermo Morón Ayllón        |                  | Coalición APRA-UNO           |
| Concejal Provincial de Lima  | Abraham Guzmán Figueroa       |                  | Coalición APRA-UNO           |
| Concejal Provincial de Lima  | Arturo Salazar Larraín        |                  | Coalición APRA-UNO           |
| Concejal Provincial de Lima  | Celso Newton Salinas          |                  | Coalición APRA-UNO           |
| Concejal Provincial de Lima  | Abel Darg Rodríguez           |                  | Coalición APRA-UNO           |
| Concejala Provincial de Lima | Julia de Chávez Riva          |                  | Coalición APRA-UNO           |
| Concejal Provincial de Lima  | Alberto Vera La Rosa          |                  | Coalición APRA-UNO           |
| Concejal Provincial de Lima  | Raúl Matallana Oré            |                  | Coalición APRA-UNO           |
| Concejal Provincial de Lima  | Alfredo Adrianzén Menchaca    |                  | Coalición APRA-UNO           |
| Concejal Provincial de Lima  | Juan Peirano Padrón           |                  | Coalición APRA-UNO           |
| Concejal Provincial de Lima  | Antonio Peralta Balarezo      |                  | Unidad Popular de Liberación |

## Elecciones municipales distritales

### Sumario general
| Partidos y coaliciones | Partidos y coaliciones                                       | Voto popular | Voto popular | Voto popular | Alcaldías | Alcaldías |
| Partidos y coaliciones | Partidos y coaliciones                                       | Votos        | %            | +/−          | Total     | +/−       |
| ---------------------- | ------------------------------------------------------------ | ------------ | ------------ | ------------ | --------- | --------- |
|                        | Alianza Acción Popular - Democracia Cristiana (AP–DC)        | 178,544      | 46.18        | n/a          | 15        | n/a       |
|                        | Partido Aprista Peruano - Unión Nacional Odriísta (APRA–UNO) | 155,197      | 40.14        | n/a          | 12        | n/a       |
|                        | Listas independientes distritales                            | 53,540       | 3.68         | n/a          | 4         | n/a       |
|                        |                                                              |              |              |              |           |           |
| Total                  | Total                                                        | 386,613      |              |              | 31        | n/a       |
|                        |                                                              |              |              |              |           |           |
| Votos válidos          | Votos válidos                                                | 386,613      | 91.04        | n/a          |           |           |
| Votos en blanco        | Votos en blanco                                              | 20,748       | 4.89         | n/a          |           |           |
| Votos nulos            | Votos nulos                                                  | 17,312       | 4.08         | n/a          |           |           |
| Votos emitidos         | Votos emitidos                                               | 424,673      | n/d          | n/d          |           |           |
| Abstenciones           | Abstenciones                                                 | n/d          | n/d          | n/d          |           |           |
| Votantes registrados   | Votantes registrados                                         | n/d          |              |              |           |           |
|                        |                                                              |              |              |              |           |           |
| Fuente:                |                                                              |              |              |              |           |           |

### Resultados por distrito
La siguiente tabla enumera el control de los distritos de la provincia de Lima.
| Distritos               | Alcalde(sa) electo(a)      | Partido político | Partido político                    |
| ----------------------- | -------------------------- | ---------------- | ----------------------------------- |
| Ancón                   | Luis Ratto Pratolongo      |                  | Alianza AP-DC                       |
| Ate                     | Gustavo Martini Chutti     |                  | Coalición APRA-UNO                  |
| Barranco                | Jorge Rocha Arnao          |                  | Alianza AP-DC                       |
| Breña                   | Carlos Salazar Beraún      |                  | Coalición APRA-UNO                  |
| Carabayllo              | Julio Hirama Negrillo      |                  | Coalición APRA-UNO                  |
| Chaclacayo              | Antonio Arenas Delgado     |                  | Alianza AP-DC                       |
| Chorrillos              | Luis Marrou Correa         |                  | Movimiento Independiente            |
| Comas                   | Wenceslao Luque Enríquez   |                  | Coalición APRA-UNO                  |
| La Molina               | Jorge Bazo Santa María     |                  | Alianza AP-DC                       |
| La Victoria             | Alberto Rosas Puente       |                  | Alianza AP-DC                       |
| Lince                   | Alberto Loli Lanfranco     |                  | Alianza AP-DC                       |
| Lurigancho              | Federico Bresani Ramos     |                  | Alianza AP-DC                       |
| Lurín                   | Gualdulfo Silva Carbajal   |                  | Alianza AP-DC                       |
| Magdalena del Mar       | Antonio Cook Robles        |                  | Alianza AP-DC                       |
| Miraflores              | Mario Cabrejos Quiñonez    |                  | Alianza AP-DC                       |
| Pachacámac              | Luis Ardiles Gamarra       |                  | Coalición APRA-UNO                  |
| Pucusana                | Octavio Carrillo Caycho    |                  | Coalición APRA-UNO                  |
| Pueblo Libre            | Alfonso Mendizábal Rais    |                  | Alianza AP-DC                       |
| Puente Piedra           | Eva Falcón de Castro       |                  | Coalición APRA-UNO                  |
| Punta Hermosa           | Luis Lizárraga Fernández   |                  | Alianza AP-DC                       |
| Punta Negra             | Antonio Donofrio Valle     |                  | Movimiento Auténtico de Punta Negra |
| Rímac                   | Carlos Alva Sánchez        |                  | Coalición APRA-UNO                  |
| San Bartolo             | Fernando Goachet Maldonado |                  | Coalición APRA-UNO                  |
| San Isidro              | Augusto Dammert León       |                  | Alianza AP-DC                       |
| San Martín de Porres    | Víctor Reyes Ramos         |                  | Coalición APRA-UNO                  |
| San Miguel              | Rafael Escardó Aguirre     |                  | Alianza AP-DC                       |
| Santa María del Mar     | Aurelio Yrigoyen Rodrigo   |                  | Unión Cívica                        |
| Santa Rosa              | Jorge Llosa Ureta          |                  | Unión Progreso de Santa Rosa        |
| Santiago de Surco       | Rodolfo Venturo Zapata     |                  | Coalición APRA-UNO                  |
| Surquillo               | Humberto Toledo Rosas      |                  | Alianza AP-DC                       |
| Villa María del Triunfo | Aroldo Pretell Vega        |                  | Coalición APRA-UNO                  |